# 모리타니 대통령

모리타니의 대통령기

모리타니의 대통령(아랍어: رئيس الجمهورية الإسلامية الموريتانية)은 모리타니의 국가원수이다.

## 모리타니의 대통령 목록
| 번 | 대       | 사진 | 이름                                                               | 임기             | 임기             | 선거                        | 정당                              |
| 번 | 대       | 사진 | 이름                                                               | 취임일           | 퇴임일           | 선거                        | 정당                              |
| -- | -------- | ---- | ------------------------------------------------------------------ | ---------------- | ---------------- | --------------------------- | --------------------------------- |
| 1  | 1        |      | 모크타르 울드 다다 (1924-2003) مختار ولد داداه                     | 1960년 11월 28일 | 1978년 7월 10일  | 1961년 1966년 1971년 1976년 | 모리타니 재편당 → 모리타니 인민당 |
| 1  | 2        |      | 모크타르 울드 다다 (1924-2003) مختار ولد داداه                     | 1960년 11월 28일 | 1978년 7월 10일  | 1961년 1966년 1971년 1976년 | 모리타니 재편당 → 모리타니 인민당 |
| 1  | 3        |      | 모크타르 울드 다다 (1924-2003) مختار ولد داداه                     | 1960년 11월 28일 | 1978년 7월 10일  | 1961년 1966년 1971년 1976년 | 모리타니 재편당 → 모리타니 인민당 |
| 1  | 4        |      | 모크타르 울드 다다 (1924-2003) مختار ولد داداه                     | 1960년 11월 28일 | 1978년 7월 10일  | 1961년 1966년 1971년 1976년 | 모리타니 재편당 → 모리타니 인민당 |
| 2  | 5        |      | 무스타파 울드 살레크 (1936-2012) المصطفى ولد محمد السالك           | 1978년 7월 10일  | 1979년 6월 3일   | -                           | 무소속 (군인)                     |
| 3  | 6        |      | 모하메드 마무드 울드 룰리 (1943-2019) محمد محمود ولد أحمد لولي     | 1979년 6월 3일   | 1980년 1월 4일   | -                           | 무소속 (군인)                     |
| 4  | 7        |      | 모하메드 후나 울드 하이달라 (1940) محمد خونا ولد هيداله            | 1980년 1월 4일   | 1984년 12월 12일 | -                           | 무소속 (군인)                     |
| 5  | 8        |      | 마우야 울드 시드아메드 타야 (1941-) معاوية ولد سيد أحمد الطايع     | 1984년 12월 12일 | 2005년 8월 3일   | 1992년 1997년 2003년        | 무소속 (군인) → 사회민주공화당    |
| 5  | 9        |      | 마우야 울드 시드아메드 타야 (1941-) معاوية ولد سيد أحمد الطايع     | 1984년 12월 12일 | 2005년 8월 3일   | 1992년 1997년 2003년        | 무소속 (군인) → 사회민주공화당    |
| 5  | 10       |      | 마우야 울드 시드아메드 타야 (1941-) معاوية ولد سيد أحمد الطايع     | 1984년 12월 12일 | 2005년 8월 3일   | 1992년 1997년 2003년        | 무소속 (군인) → 사회민주공화당    |
| 6  | 11       |      | 엘리 울드 모하메드 발 (1953-2017) إعلي ولد محمد فال                | 2005년 8월 3일   | 2007년 4월 19일  | -                           | 무소속 (군인)                     |
| 7  | 12       |      | 시디 울드 셰이크 압달라히 (1938-2020) سيدي محمد ولد الشيخ عبد الله | 2007년 4월 19일  | 2008년 6월 8일   | 2007년                      | 무소속                            |
| 8  | 13       |      | 모하메드 울드 압델 아지즈 (1956-) محمد ولد عبد العزيز              | 2008년 6월 8일   | 2009년 4월 15일  | -                           | 무소속 (군인)                     |
| -  | - (대행) |      | 바 마마두 엠바레 (1946-2013) با مامادو إمباري                      | 2009년 4월 15일  | 2009년 8월 5일   | -                           | 무소속                            |
| 8  | 14       |      | 모하메드 울드 압델 아지즈 (1956-) محمد ولد عبد العزيز              | 2009년 8월 5일   | 2019년 8월 1일   | 2009년 2014년               | 공화국을 위한 연합                |
| 9  | 15       |      | 모하메드 울드 가주아니 (1956-) محمد ولد الغزواني                   | 2019년 8월 1일   |                  | 2019년                      | 공화국을 위한 연합                |